# Túnel El Abra
El túnel El Abra es un túnel vial de Bolivia, que conecta las ciudades de Cochabamba y Sacaba. Administrativamente se encuentra en los municipios de Cochabamba y Sacaba, de las provincias de Cercado y Chapare respectivamente, en el departamento de Cochabamba. El túnel tiene una longitud de 460 metros y pasa por debajo de la Serranía de San Pedro, conectando los barrios de la avenida Guayacán y la OTB Rocas Blancas en Cochabamba con la urbanización Navia en Sacaba.
La construcción del túnel demandó una inversión de 56.577.193 Bs., siendo inaugurado el 6 de diciembre de 2014. La construcción estuvo a cargo de la empresa ICE-Ingenieros.